# I Am Yours
Az I Am Yours (magyarul: A tiéd vagyok) az osztrák The Makemakes dala, mellyel Ausztriát képviselték a 2015-ös Eurovíziós Dalfesztiválon, Bécsben. A dal az ORF által szervezett Wer singt für Österreich? című műsorban nyerte el az eurovíziós indulás jogát 2015. március 13-án.

## Eurovíziós Dalfesztivál
Mivel Ausztria rendezte a 2015-ös Eurovíziós Dalfesztivált, ezért a dalt az Eurovíziós Dalfesztiválon a május 23-án rendezett döntőben adták elő. Fellépési sorrendben tizennegyedikként léptek fel, a Belgiumot képviselő Loïc Nottet Rhythm Inside című dala után és a Görögországot képviselő Maria-Elena Kyriakou One Last Breath című dala előtt. A szavazás során összesítésben 0 ponttal a verseny huszonhatodik, utolsó előtti helyezettjei lettek.
A következő osztrák induló Zoë Loin d’ici című dala volt a 2016-os Eurovíziós Dalfesztiválon.